# Minor Watson
Minor S. Watson (* 22. Dezember 1889 in Marianna, Arkansas; † 28. Juli 1965 in Alton, Illinois) war ein US-amerikanischer Schauspieler.

## Leben und Karriere
In Arkansas geboren, begann Watson mit 21 Jahren in Brooklyn als Schauspieler zu arbeiten. Bereits im Jahre 1913 drehte er seine ersten Filme und hatte auch Hauptrollen, doch erst mit Beginn der Tonfilmzeit spielte er regelmäßig in Filmen. Im September 1922 gab er sein Debüt am Broadway im Stück Why Men Leave Home. Insgesamt sollte er in Amerikas größtem Theaterviertel bis 1947 in 15 Stücken spielen. Obwohl Watson ab den 1930er-Jahren hauptsächlich als Filmschauspieler tätig war, sagte er stets:
„Ich bin ein Theaterschauspieler durch Herz und Beruf - Ich war ein Filmstar durch Notwendigkeit und einem Verlangen zu essen!“
Nachdem Watson in den Anfangsjahren seiner Karriere überwiegend in B-Filmen gespielt hatte, erlebte er in den 1940er-Jahren seine erfolgreichste Zeit als Schauspieler. So verkörperte er meistens in Nebenrollen gutherzige und ehrenhafte Persönlichkeiten, beispielsweise warmherzige Ärzte oder besorgte Offiziere. Watson war in Teufelskerle (1938) neben Spencer Tracy und Mickey Rooney als Bischof zu sehen und verkörperte in der Komödie Die Frau, von der man spricht (1942) den Vater von Katharine Hepburn. Häufig spielte er auch Männer aus dem Showbusiness, etwa in einer kleineren Nebenrolle in Yankee Doodle Dandy sowie in Trapez, einem seiner letzten Filme. Zwischen 1913 und 1956 trat er in über 115 Filmen auf, hinzu kamen gegen Ende seiner Karriere noch einige Fernsehauftritte. In den 1950er-Jahren zog sich Watson zusehends von der Schauspielerei zurück.
Minor Watson verstarb 1965 im Alter von 75 Jahren, er war verheiratet mit Elinor Hewitt.

## Filmografie (Auswahl)
- 1913: A Brother’s Loyalty
- 1913: Love Incognito
- 1931: Verhängnis eines Tages (24 Hours)
- 1933: Our Betters
- 1934: Jagd nach dem Glück (The Pursuit of Happiness)
- 1934: Babbitt
- 1935: Charlie Chan in Paris
- 1935: Sein letztes Kommando (Annapolis Farewell)
- 1937: Der Held im Ring (When’s Your Birthday)
- 1937: Sackgasse (Dead End)
- 1937: Seekadetten (Navy Blue and Gold)
- 1938: Of Human Hearts
- 1938: Mord, wie er im Buche steht (Fast Company)
- 1938: Teufelskerle (Boys Town)
- 1939: The Angels Wash Their Faces
- 1939: Auf in den Kampf (Stand Up and Fight)
- 1939: Die Abenteuer des Huckleberry Finn (The Adventures of Huckleberry Finn)
- 1940: Abe Lincoln in Illinois
- 1940: Rangers of Fortune
- 1941: Überfall der Ogalalla (Western Union)
- 1941: Allotria in Florida (Moon over Miami)
- 1941: Sein letztes Kommando (They Died with Their Boots On)
- 1941: Birth of the Blues
- 1942: Kings Row
- 1942: Die Frau, von der man spricht (Women of the Year)
- 1942: To the Shores of Tripoli
- 1942: Yankee Doodle Dandy
- 1942: Der große Gangster (The Big Shot)
- 1942: Der freche Kavalier (Gentlemen Jim)
- 1943: Botschafter in Moskau (Mission to Moscow)
- 1943: Der Pilot und die Prinzessin (Princess O’Rourke)
- 1943: Einsatz im Nordatlantik (Action in the North Atlantic)
- 1943: Guadalkanal – die Hölle im Pazifik (Guadalcanal Diary)
- 1943: Crash Dive
- 1944: That’s My Baby – Ein Mann sieht rosa (That’s My Baby)
- 1944: Weihnachtsurlaub (Christmas Holiday)
- 1944: Here Come the Waves
- 1945: Der dünne Mann kehrt heim (The Thin Man Goes Home)
- 1945: Bewitched
- 1945: Spiel mit dem Schicksal (Saratoga Trunk)
- 1946: Lassie – Held auf vier Pfoten (Courage of Lassie)
- 1946: The Virginian
- 1948: Der Superspion (A Southern Yankee)
- 1949: Der Stachel des Bösen (Beyond the Forest)
- 1950: Strafsache Thelma Jordon (The File on Thelma Jordon)
- 1950: The Jackie Robinson Story
- 1950: Mister 880
- 1951: Sieg über das Dunkel (Bright Victory)
- 1951: As Young as You Feel
- 1952: My Son John
- 1952: The Star
- 1952: Der Tag der Vergeltung (Untamed Frontier)
- 1955: Rächer in Schwarz (Ten Wanted Man)
- 1955: Vom Teufel verführt (The Rawhide Years)
- 1956: Trapez (Trapeze)
- 1956: Die große und die kleine Welt (The Ambadassor’s Daughter)